# バザー
バザーは、学校や教会の資金調達のために、家から自らにとっては不用品ではあるが、金銭的価値が有る物を持ち寄って競売にかけ、販売益を寄付するというもの。他に幼稚園や障害者の福祉作業所、共働作業所（現・地域活動支援センターIII型）などでも行う。バザール（bazaar、市場）と同義だがその内容は異なる。
英語では、boot fair（それぞれの家庭でいらなくなったものをbootする―トランクに入れて持ち寄る―ことから）とか、fancy fair、あるいはrummage saleなどともいう。一般に、イギリスではjumble（寄せ集めの） sale、北米ではrummage（かき回しての） saleという。どこの国でも、ガラクタ、不用品を持ち寄って、その売り上げをなにか慈善活動にという発想は共通している。
学校では、PTAの役員会の中にバザー担当の係が置かれ、地域の各戸から一品寄付などと称して集められた寄付の品物が売られたりする。また、バザーにやってくる子供たちのために、風船釣りや簡単なゲーム、お化け屋敷などのイベントを行ったり、簡単な模擬店で食べ物を用意したりということも行われる。小学校の学校祭り、あるいは学校フェスティバルといったPTAと子供たちで学校のイベントの一環として実施される場合には、特にそうしたセットが工夫されることが多い。
自動車の部品や関連用品のそれをオートジャンブル(Auto Jumble)、航空機ならエアロジャンブル(Aero Jumble)という風に、趣味によってテーマの絞り込まれた蚤の市、フリーマーケット様の催事が、各種イベントに伴って同時に開催されることもある。